# Tadeusz Brzeziński

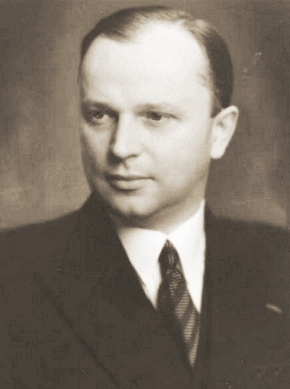
Tadeusz Brzeziński

Tadeusz Brzeziński (* 21. Februar 1896 in Złoczów, Österreich-Ungarn; † 7. Januar 1990 in Montreal, Kanada) war ein polnischer Konsularbeamter und der Vater von Zbigniew Brzeziński, dem Nationalen Sicherheitsberater der USA unter US-Präsident Jimmy Carter, sowie Großvater des ehemaligen US-Botschafters in Polen, Mark Brzezinski.
Brzeziński kam im galizischen Złoczów, dem heutigen Solotschiw in der ukrainischen Oblast Lwiw, zur Welt. Er studierte Rechts- und Politikwissenschaften in Lwów und in Wien. Als Freiwilliger in der polnischen Freiheitsbewegung geriet Brzeziński in den Jahren 1918 bis 1920 während des Polnisch-Ukrainischen Krieges in die Schlacht um Lwów und in die entscheidende Schlacht des Polnisch-Sowjetischen Krieges bei Warschau im Jahre 1920.
Er trat in den diplomatischen und konsularischen Dienst der Zweiten Polnischen Republik ein und war dabei in Essen, Lille, Leipzig, Charkiw in der Ukrainischen Sozialistischen Sowjetrepublik und in Montreal tätig, wo er schließlich nach der Machtübernahme der Kommunisten in Polen nach dem Zweiten Weltkrieg lebte.
Während seiner Zeit in Leipzig wurde Brzeziński noch vor dem Zweiten Weltkrieg in Bemühungen einbezogen, die europäischen Juden aus den Konzentrationslagern der Nationalsozialisten zu retten. Im Jahre 1978 wurden seine Bemühungen im Namen des jüdischen Volkes durch den israelischen Ministerpräsidenten Menachem Begin anerkannt.
Er war von 1952 bis 1962 Präsident des Kanadisch-Polnischen Kongresses und hat im Jahr 1975 dazu beigetragen, den Polnischen Weltkongress zu gründen. Bis zu seiner Pensionierung arbeitete er in Québec für das Ministerium für Kultur und half bei dem Aufbau von französischen Sprachzentren in Kleinstädten.
Brzeziński starb im Alter von 93 Jahren in Montreal an einer Lungenentzündung. Neben seinen Söhnen Zbigniew und Lech Brzeziński, einem Ingenieur, hinterließ er sieben Enkel, darunter Mika, Mark und Ian Brzezinski.